# Plagioclase

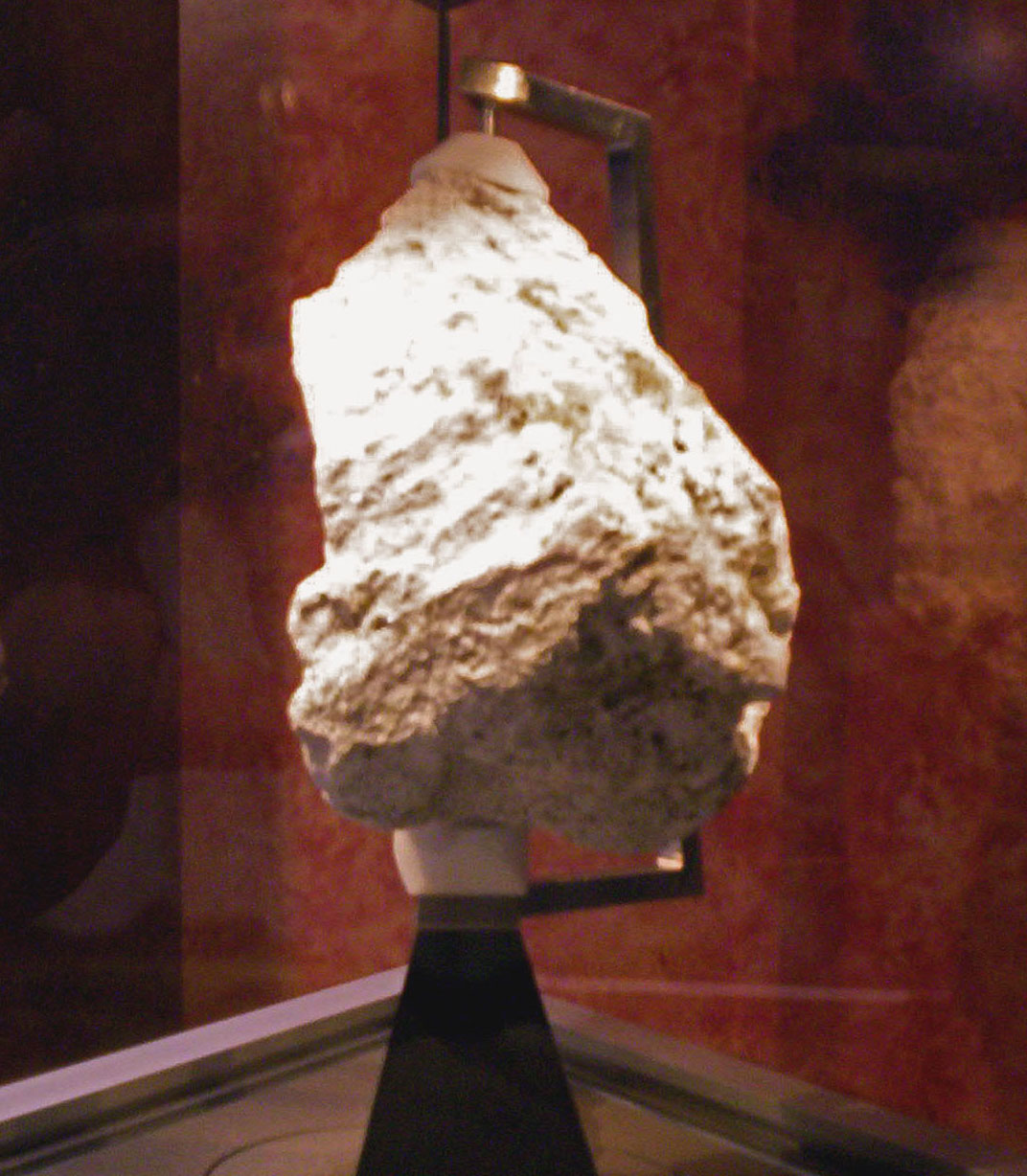
Lunar Ferroan Anorthosit #60025 (Plagiocla Fenspat). được thu thập bởi Apollo 16 từ Cao nguyên Lunar gần Descartes Crater. Mẫu này hiện được trưng bài tại Bảo tàng lịch sử tự nhiên Quốc gia, Washington, DC, Hoa Kỳ. (không theo tỉ lệ)

Plagiocla là một nhóm các khoáng vật silicat rất quan trọng trong họ fenspat, từ anbit đến anorthit với công thức từ NaAlSi3O8 đến  CaAl2Si2O8), trong đó các nguyên tử natri và calci thay thế lẫn nhau trong cấu trúc của tinh thể. Mẫu khối plagiocla thường được xác định bởi song tinh hỗn nhập hoặc vết khía.
Plagiocla là khoáng vật chủ yếu trong vỏ Trái Đất, và là dấu hiệu quan trọng trong việc phân tích thạch học để xác định thành phần, nguồn gốc và tiến hóa của đá mácma. Plagiocla cũng là thành phần chính của đá trên các cao nguyên của Mặt trăng.
Thành phần của plagiocla fenspat chủ yếu gồm anorthit (%An) hoặc anbit (%Ab), và được xác định bởi việc đo  đạc hệ số khúc xạ của plagicla tinh thể hoặc góc tắt khi soi mẫu lát mỏng dưới kính hiển vi phân cực. Góc tắt là đặc điểm quang học và thay đổi theo tỉ lệ của anbit (%Ab). Có rất nhiều tên gọi của các khoáng vật thuộc nhóm plagiocla fenspat nằm giữa anbit và anorthit. Các khoáng vật đó được biểu diễn trong bảng bên dưới theo thành phần phần trăm của anorthit và anbit.
| Tên        | % NaAlSi3O8(%Ab) | % CaAl2Si2O8(%An) |
| ---------- | ---------------- | ----------------- |
| Anbit      | 100-90           | 0-10              |
| Oligocla   | 90-70            | 10-30             |
| Andesin    | 70-50            | 30-50             |
| Labradorit | 50-30            | 50-70             |
| Bytownit   | 30-10            | 70-90             |
| Anorthit   | 10-0             | 90-100            |

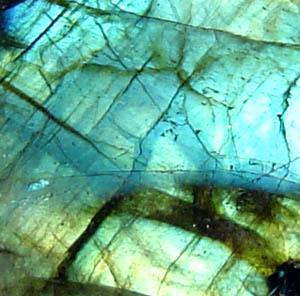
Labradorit thể hiện màu ngũ sắc. (không theo tỉ lệ)

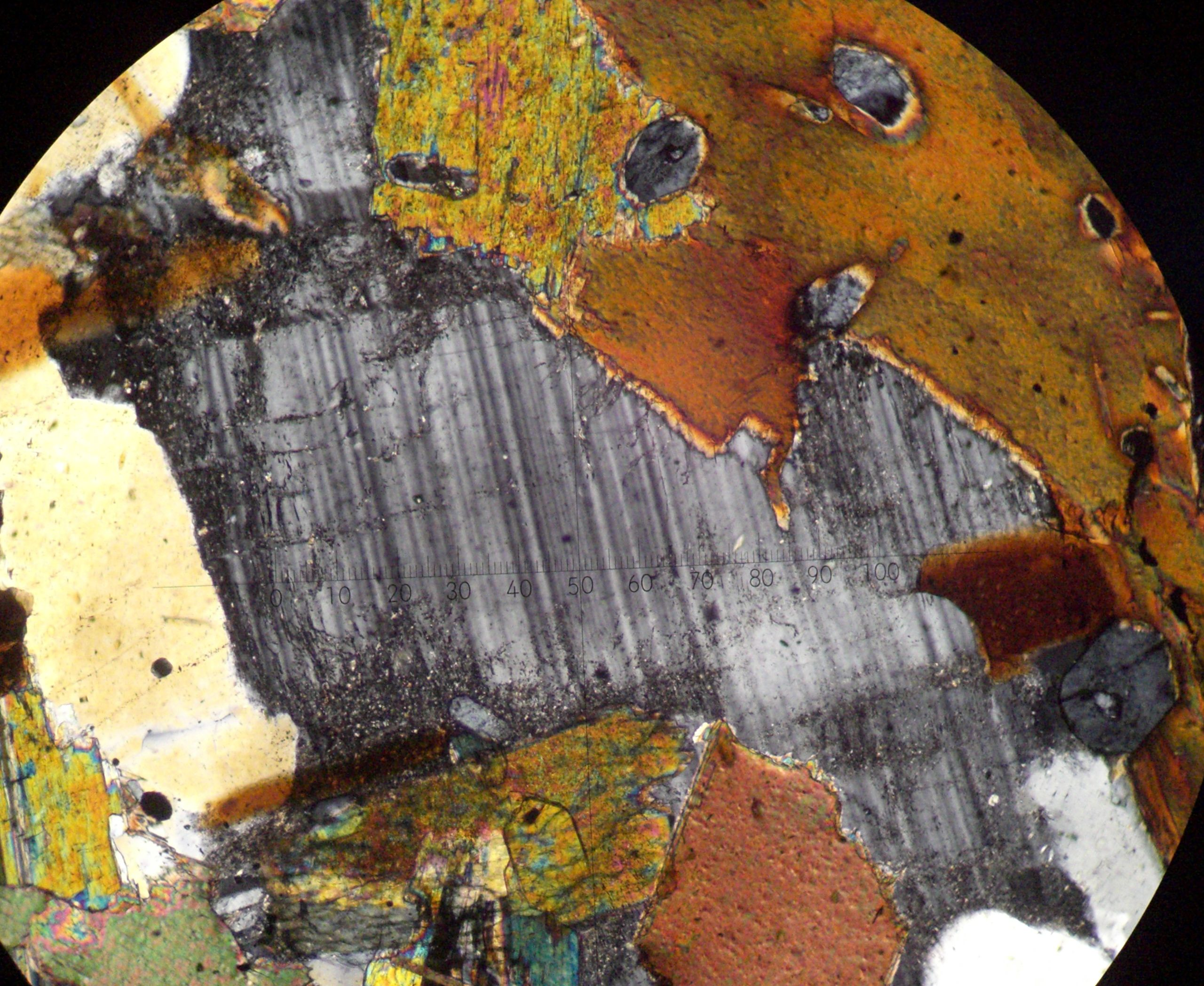
Hình chụp tinh thể plagiocla dưới ánh sáng phân cực. Dạng song tinh hỗn hợp trên tinh thể plagiocla. (không theo tỉ lệ)

Anbit có tên Latin là albus, vì nó có màu trắng tinh khiết không tự nhiên. Nó là một khoáng vật tạo đá tương đối quan trọng và phổ biến thường đi cùng với các đá có thành phần axít và có trong pegmatit, đai mạch, đôi khi đi cùng với tourmalin và beryl.
Anorthit được đặt tên bởi Rose năm 1823 từ tiếng Hy Lạp có nghĩa là không đối xứng do nó kết tinh theo hệ ba nghiêng. Anorthit là một khoáng vật tương đối hiếm, chỉ xuất hiện trong các đá base ở dưới sâu trong đai tạo núi.
Các khoáng vật trung gian trong nhóm plagiocla rất giống nhau nên khó phân biệt bằng mắt thường trừ khi dựa vào các đặc tính quang học của chúng.
Oligocla có mặt phổ biến trong đá granit, syenit, diorit và gơnai. Nó thường đi kèm với orthocla. Tên gọi oligocla xuất phát từ tiếng Hy Lạp có nghĩa là có các vết nứt nhỏ, vì góc cát khai của nó khác 90°. Sunston chủ yếu là oligocla (đôi khi là  albit) có các vảy hematit.
Andesin là khoáng vật đặc trưng của các đá như diorit (chiếm một lượng lớn silica) và andesit.
Labradorit là fenspat đặc trưng của các đá có tính kiềm như diorit, gabbro, andesit và bazan, và thường đi kèm với pyroxen hoặc amphibol. Labradorit thể hiện màu ngũ sắc khi khúc xạ  ánh sáng ở dạng lát mỏng. Một dạng khác của labradorit là spectrolit được tìm thấy ở Phần Lan.
Bytownit, là tên gọi của một thị trấn ở Ottawa, Canada (Bytown), là một khoáng vật hiếm thường có mặt trong đá có tính kiềm.